# Kim Jong-kyu
Kim Jong-kyu (n. 2 martie 1958) este un luptător ce a reprezentat Coreea de Sud, medaliat olimpic. A participat la o ediție a Jocurilor Olimpice (1984) în care a câștigat o medalie de argint.

## Participări
Lista de mai jos prezintă principalele competiții la care a participat Kim Jong-kyu de-a lungul carierei.
- wrestling at the 1984 Summer Olympics – men's freestyle 52 kg[*]